# Mayapán (novela)
Mayapán es una novela histórica de la escritora Argentina Díaz Lozano, que ocurre durante los primeros años de la conquista de Mesoamérica. Inspirada en hechos reales, recoge los avatares de dos soldados españoles, Gonzalo Guerrero y Jerónimo de Aguilar, únicos sobrevivientes de un naufragio ocurrido en 1511 frente a las costas de la península de Yucatán (México), que fueron capturados por los nativos y sobrevivieron, aunque el resto de sus compañeros murieron en sacrificios rituales a manos de sus captores.

## Argumento
Un navío al mando del capitán Valdivia naufraga. Los sobrevivientes llegan a las costas de Yucatán, donde son apresados por guerreros mayas. El propio capitán Valdivia y otros son ofrecidos como sacrificio a los dioses. Los otros cautivos pasan a ser esclavos. Con el tiempo, casi todos mueren debido al trabajo excesivo. Solo Aguilar y Guerrero sobreviven, el primero debido a su fortaleza religiosa, y el otro por su fuerza física. Ambos logran escapar hacia el territorio de otro jefe indígena más indulgente. Allí Guerrero aprende a hablar maya, mucho mejor que Aguilar, y enseña tácticas militares españolas a los indígenas. Finalmente se enamora y se casa con una dama de la nobleza.
Años después, cuando Hernán Cortés llega a Cozumel, al noreste de Yucatán, se entera por los indígenas de la presencia de dos cautivos españoles.
Cuando los náufragos reciben la noticia de que hay una nave española que ha llegado a las costas y está lista para rescatarlos, Aguilar decide marchar a su encuentro.
Guerrero está ante una disyuntiva porque sueña con regresar a España, pero ya ha tenido hijos con su mujer, y no quiere abandonar ni llevarse a su familia, sabiendo que ninguno podría adaptarse a vivir en España. Decide quedarse, sintiéndose que ya es parte de ese pueblo.